# Mauro Lanfranchi
Mauro Lanfranchi (Casnigo, 1978) è un fondista di corsa in montagna italiano.

## Palmarès
| Anno | Manifestazione               | Sede      | Evento         | Risultato | Prestazione | Note |
| ---- | ---------------------------- | --------- | -------------- | --------- | ----------- | ---- |
| 2007 | Europei di corsa in montagna | Cauterets | Corsa seniores | 16º       |             |      |
| 2007 | Europei di corsa in montagna | Cauterets | A squadre      | Oro       | 15 p.       |      |

## Campionati nazionali
2008
- 6º ai campionati italiani di corsa in montagna[1]

2009
- Bronzo ai campionati italiani di corsa in montagna a staffetta - 1h32'17"[2] (in squadra con Andrea Regazzoni e Massimiliano Zanaboni)

2010
- 8º ai campionati italiani di corsa in montagna - 1h07'41"[3]

2011
- 18º ai campionati italiani di corsa in montagna
- Argento ai campionati italiani di corsa in montagna a staffetta - 1h32'17"[4] (in squadra con Andrea Regazzoni e Massimiliano Zanaboni)

## Altre competizioni internazionali
2005
- 23º in classifica generale di coppa del mondo di corsa in montagna

2008
- Bronzo al Trofeo Vanoni ( Morbegno), gara a staffetta

2009
- Oro al Trofeo Vanoni ( Morbegno), gara a staffetta - 1h31'03"[5] (in squadra con Andrea Regazzoni e Zanaboni)
- Argento al Trofeo Vanoni ( Morbegno), gara a staffetta - 1h32'34"[6] (in squadra con Andrea Regazzoni e Massimiliano Zanaboni)